# Scott Marshall (réalisateur)
Pour les articles homonymes, voir Scott Marshall.
Scott Marshall est un réalisateur américain né le 17 janvier 1969. Il est le fils de Garry Marshall.

## Filmographie
- 2006 : Keeping Up with the Steins
- 2007 : Blonde Ambition
- 2009 : All's Faire in Love
- 2017 : Between the Pipes